# Estação Modivas Centro

A Estação Modivas Centro é parte do Metro do Porto.